# Estado-Maior das Forças Armadas da República Islâmica do Irã
Estado-Maior das Forças Armadas da República Islâmica do Irã (em persa: ستاد کل نیروهای مسلح جمهوری اسلامی ایران; romaniz.: Setad-e Kol-e Niruha-ye Mosallah-e Jomhuri-ye Islami-ye Iran) é o órgão militar mais importante do Irã, responsável pela implementação de políticas, monitoramento e coordenação das atividades das Forças Armadas.
As duas forças armadas existentes no Irã, o Exército da República Islâmica do Irã (Arteš) e o Corpo de Guardas da Revolução Islâmica (Sepāh), estão formalmente subordinadas ao estado-maior, assim como a única força policial nacional do Irã, o Comando da Polícia.
A organização foi criada em 1989 para reforçar a cooperação e contrabalançar a rivalidade entre as forças armadas sendo diretamente regulamentada pelo Líder Supremo do Irã, enquanto o Ministério da Defesa e Logística das Forças Armadas, responsável pelo planejamento, logística e financiamento das forças armadas, faz parte do poder executivo sob a autoridade do Presidente da República Islâmica do Irã.
O comandante da força, Mohammad Bagheri, foi morto juntamente com outros 20 oficiais de alto escalão durante a série de ataques israelenses lançados em 13 de junho de 2025. Ele foi substituído por Abdolrahim Mousavi.

## Lista de chefes
| Nº                                              | Retrato | Nome                     | Início do mandato      | Fim do mandato      | Tempo no cargo     | Ramo militar   | Observações |
| ----------------------------------------------- | ------- | ------------------------ | ---------------------- | ------------------- | ------------------ | -------------- | --- |
| –                                               |         | Akbar Hashemi Rafsanjani | Junho de 1988          | 1988                | Menos de 1 ano     | Nenhum         | – |
| 1                                               |         | Mir-Hossein Mousavi      | 1988                   | 1989                | 1 ano              | Nenhum         | Teve Hassan Firouzabadi como adjunto                                                                              |
| Chefes do Estado-Maior Geral das Forças Armadas |         |                          |                        |                     |                    |                | |
| 1                                               |         | Hassan Firouzabadi       | 26 de setembro de 1989 | 28 de junho de 2016 | 26 anos , 276 dias | Basij          | Teve como adjuntos Mohammad Forouzandeh, Ali Sayad Shirazi e Gholam Ali Rashid                                    |
| 2                                               |         | Mohammad Bagheri         | 28 de junho de 2016    | 13 de junho de 2025 | 8 anos , 350 dias  | CGRD           | Morto em ataques israelenses; teve vários adjuntos, incluindo Abdolrahim Mousavi e Mohammad-Reza Gharaei Ashtiani |
| –                                               |         | Habibollah Sayyari       | 13 de junho de 2025    | 13 de junho de 2025 | Algumas horas      | Marinha do Irã | Interino após a morte de Bagheri                                                                                  |
| 3                                               |         | Abdolrahim Mousavi       | 13 de junho de 2025    | Em exercício        | 0 anos , 2 dias    | Marinha do Irã | Nomeado por Ali Khamenei                                                                                          |